# Майськ (Татишлинський район)
Майськ (рос. Майск, башк. Майск) — присілок у складі Татишлинського району Башкортостану, Росія. Входить до складу Новотатишлинської сільської ради.
Населення — 76 осіб (2010; 96 у 2002).
Національний склад:
- удмурти — 97 %